# عبدالعزیز حاتم
عبدالعزیز حاتم (زادهٔ ۲۸ اکتبر ۱۹۹۰) یک بازیکن فوتبال اهل قطر است.

## باشگاهی
از باشگاه‌هایی که در آن بازی کرده‌است می‌توان به العربی قطر اشاره کرد.

## تیم ملی
وی همچنین در تیم ملی فوتبال قطر بازی کرده‌است.

## گلهای ملی
| تعداد | تاریخ          | میزبان                                   | رقیب      | گل  | نهایی | رقابت                           |
| ----- | -------------- | ---------------------------------------- | --------- | --- | ----- | ------------------------------- |
| ۱     | ۲۴ مارس ۲۰۱۸   | ورزشگاه بصره، بصره، عراق                 | سوریه     | ۱-۱ | ۲–۲   | مسابقات بین‌المللی دوستی ۲۰۱۸    |
| ۲     | ۲۵ ژانویه ۲۰۱۹ | ورزشگاه اسپورت سیتی زاید، ابوظبی، امارات | کرهٔ جنوبی | ۰-۱ | ۰–۱   | مرحله حذفی جام ملت‌های آسیا ۲۰۱۹ |
| ۳     | ۱ فوریه ۲۰۱۹   | ورزشگاه اسپورت سیتی زاید، ابوظبی، امارات | ژاپن      | ۰-۲ | ۱–۳   | فینال جام ملت‌های آسیا ۲۰۱۹      |
| ۴     | ۲۶ نوامبر ۲۰۱۹ | ورزشگاه بین‌المللی خلیفه، دوحه، قطر       | عراق      | ۲-۱ | ۲–۱   | بیست و چهارم جام خلیج فارس      |